# Viborgs spårvägar

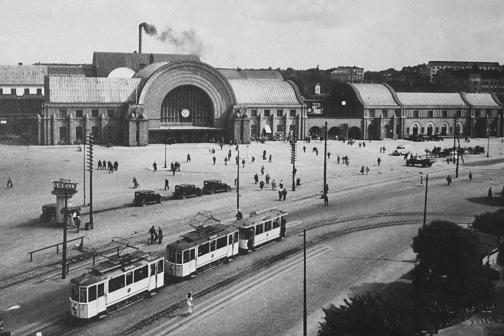
Spårvagnar utanför järnvägsstationen i Viborg på 1930-talet

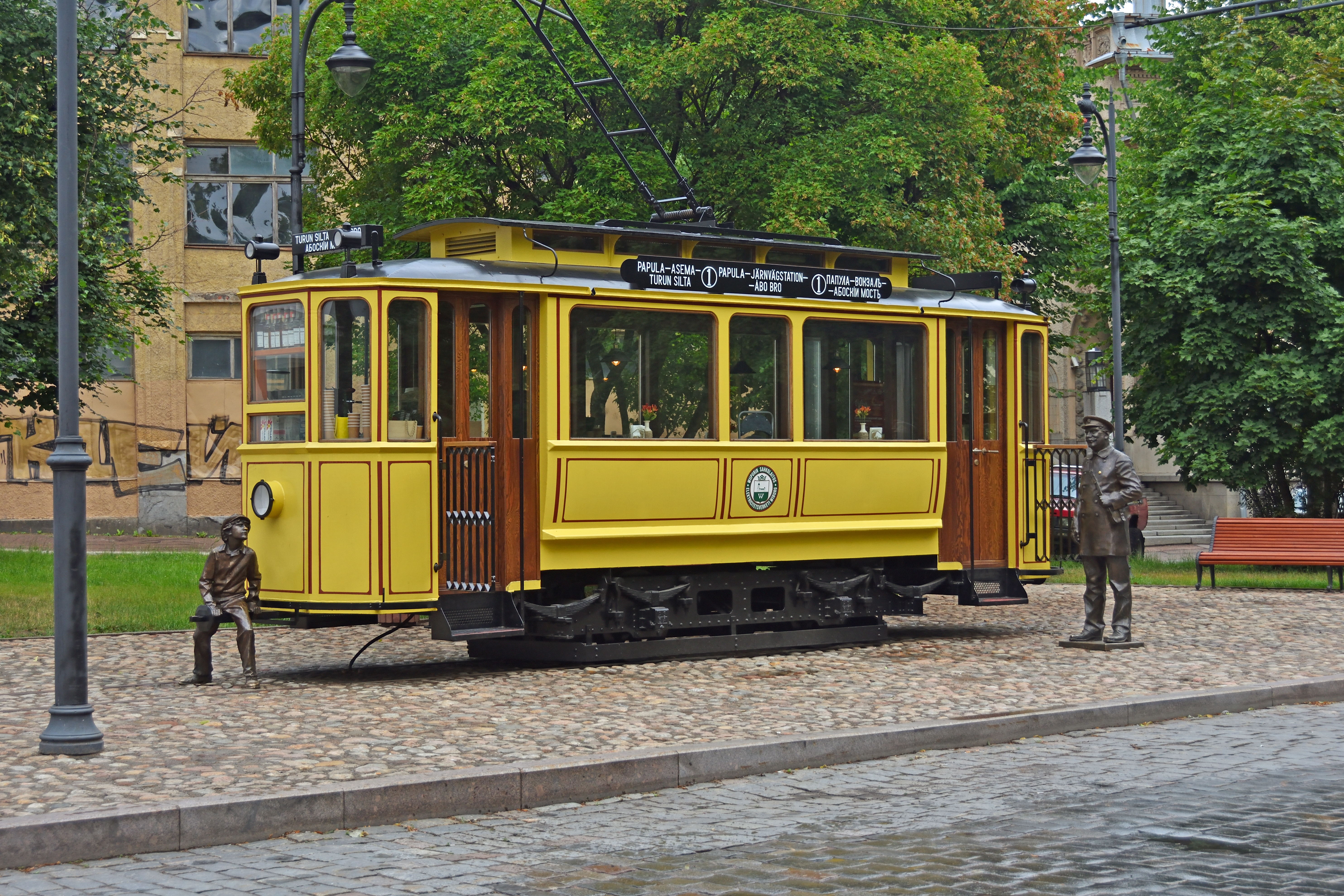
Spårvagn som minnesmärke vid korsningen Krepostnaya prospekt och Pionerskaya prospekt

Viborgs spårvägar (finska: Viipurin raitiotiet, ryska: Вы́боргский трамва́й). Staden Viborg på Karelska näset tillhörde Finland till andra världskriget och har sedan dess tillhört först Sovjetunionen och senare Ryssland. Staden hade ett av Finlands tre spårvägssystem. Den meterspåriga, elektriska spårvägen var i drift från 1912 till 1957.

## Historik
Ett försök med två hästomnibussar i stadstrafik blev inte långlivat vid sekelskiftet kring år 1900. Då den elektriska spårvägstrafiken slog väl ut i Helsingfors och i Åbo, ingick stadsfullmäktige i Viborg den 11 november 1910 ett avtal med den tyska firman AEG om byggandet av ett elektricitetsverk jämte spårväg. AEG beviljades en koncession på 50 år för driften av dessa. Staden reserverade sig rätten till att inlösa verksamheten efter 24 år från färdigställandet av elektricitetsverket. Spårvidden på 1000 mm var den samma som i Helsingfors och i Åbo. ASEA stod för byggandet av gatuspår. Arbetet  försenades något på grund av den ovanligt tidiga vintern i slutet av år 1912.

### Den finländska tiden
- 28 september 1912

| Linje | Sträcka                              | Längd  |
| ----- | ------------------------------------ | ------ |
| 1     | Papula – Järnvägsstationen – Åbo bro | 2,5 km |

- 13 oktober 1912

| Linje | Sträcka                              | Längd  |
| ----- | ------------------------------------ | ------ |
| 1     | Papula – Järnvägsstationen – Åbo bro | 2,5 km |
| 2     | Järnvägsstationen – Kolikkoinmäki    | 2,2 km |

- 1 december 1912

| Linje | Sträcka                              | Längd  |
| ----- | ------------------------------------ | ------ |
| 1     | Papula – Järnvägsstationen – Åbo bro | 2,5 km |
| 2     | Järnvägsstationen – Kolikkoinmäki    | 2,2 km |
| 3     | Åbo bro – Neitsytniemi               | 1,5 km |

- 27 januari 1918

Trafiken inställdes på grund av inbördeskriget.
- Maj 1918

Trafiken startades åter.
- 25 november 1922

| Linje | Sträcka                                    | Längd  |
| ----- | ------------------------------------------ | ------ |
| 1     | Ristimäki – Järnvägsstationen – Åbo bro    | ? km   |
| 2     | Papula – Järnvägsstationen – Kolikkoinmäki | ? km   |
| 3     | Åbo bro – Neitsytniemi                     | 1,5 km |

- 30 september 1926

| Linje | Sträcka                                                | Längd  |
| ----- | ------------------------------------------------------ | ------ |
| 1     | Ristimäki – Järnvägsstationen – Åbo bro                | ? km   |
| 2     | Papula – Järnvägsstationen – Kolikkoinmäki – Talikkala | ? km   |
| 3     | Åbo bro – Neitsytniemi                                 | 1,5 km |

- 10 augusti 1930

| Linje | Sträcka                                                           | Längd  |
| ----- | ----------------------------------------------------------------- | ------ |
| 1     | Ristimäki – Järnvägsstationen – Åbo bro                           | ? km   |
| 2     | Papula – Järnvägsstationen – Kolikkoinmäki – Talikkala – Kelkkala | ? km   |
| 3     | Åbo bro – Neitsytniemi                                            | 1,5 km |

- 23 oktober 1937

Linjerna 1 och 2 trafikerades som en genomgående linje 1/2. Bytet av linjefärg skedde i Ristimäki.
| Linje | Sträcka                                                                       | Längd  |
| ----- | ----------------------------------------------------------------------------- | ------ |
| 1     | Ristimäki – Järnvägsstationen – Åbo bro                                       | ? km   |
| 2     | Papula – Järnvägsstationen – Kolikkoinmäki – Talikkala – Kelkkala – Ristimäki | ? km   |
| 3     | Åbo bro – Neitsytniemi                                                        | 1,5 km |

- 1938 — Ett antal förlängningar planerades, ss. en ny bro mot Neitsytniemi och en vidare förlängning från Neitsytniemi mot Sorvali. Vinterkriget satte stopp på planerna.
- 1 december 1939 — Trafiken ställs in efter bombningar av sovjetiskt flyg.
- 16 december 1939 — En upprustning inleds.
- 23 december 1939 — Driften ställs in på grund av den finländska reträtten.
- 13 mars 1940 — Viborg ockuperas av sovjetiska trupper.[1]

### Den sovjetiska tiden
- Maj 1940 — Viborgs spårvägar omorganiseras.
- 22 augusti 1940 — Trafik startar från Papula till järnvägsstationen.
- Våren 1941 — Trafik startar mellan slottet och brandtorget.
- Augusti 1941 — Trafik ställs in efter att Finland har återerövrat staden.
- 5 maj 1943 — Trafiken återupptas.
- 15 juni 1944 — Trafiken ställs in efter Röda arméns invasion.
- 21 september 1946 — Upprustning inleds.
- Juni 1947 — Beslut om förlängningen mellan slottet och sjukhuset.
- Juni 1948 — Trafik startar åter över järnvägsbron.
- 1954 — Linjen förbi slottet läggs om.
- 7 juni 1954 — Upprustningen är slutförd.
- Februari 1957 — Beslut att lägga ned spårvägen. Linjelängden är endast 12 km och över 60 % av spåren måste bytas ut, liksom likriktarstationen. Rörelsen har en årlig förlust på 500 000 rubel. Framkomligheten på de smala gatorna i stadskärnan är begränsad. En planerad ombyggnad av slottsbron kommer att leda till en långvarig avstängning av spårvägen mellan centrum och sjukhuset.

## Bildgalleri

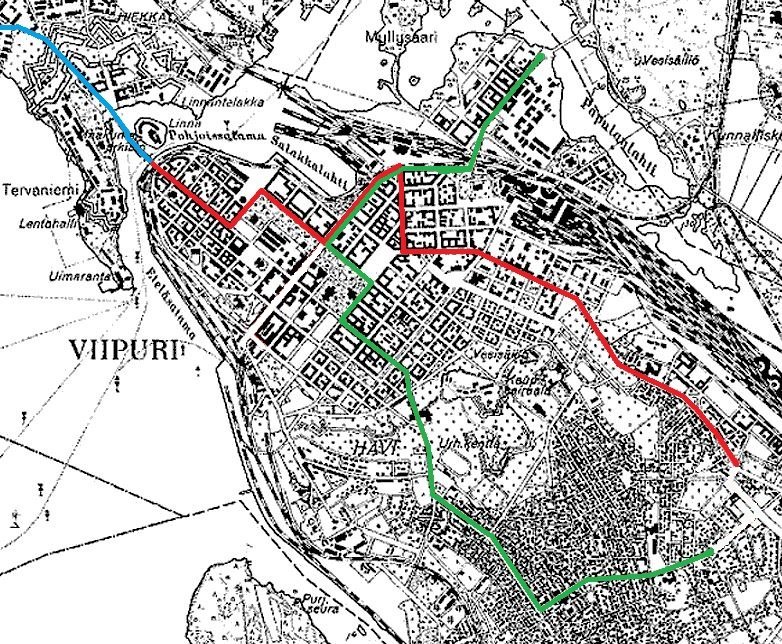
Spårvägsnätet under 1920- och 1930-talen. Röd=Linje 1,grön=Linje 2, blå=Linje 3
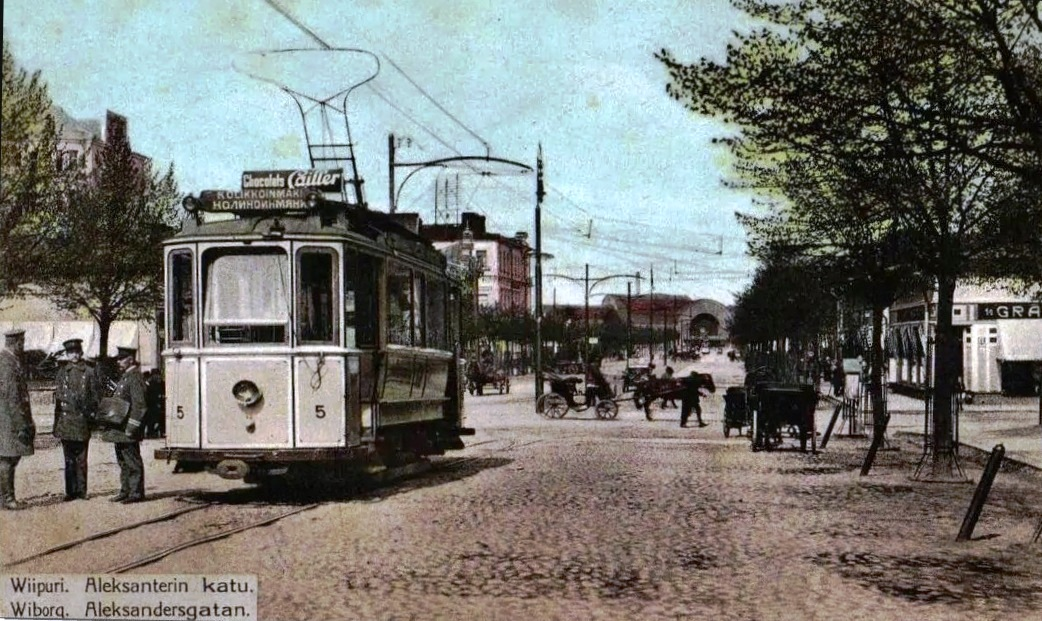
Spårvagn ASEA/AEG nr 5
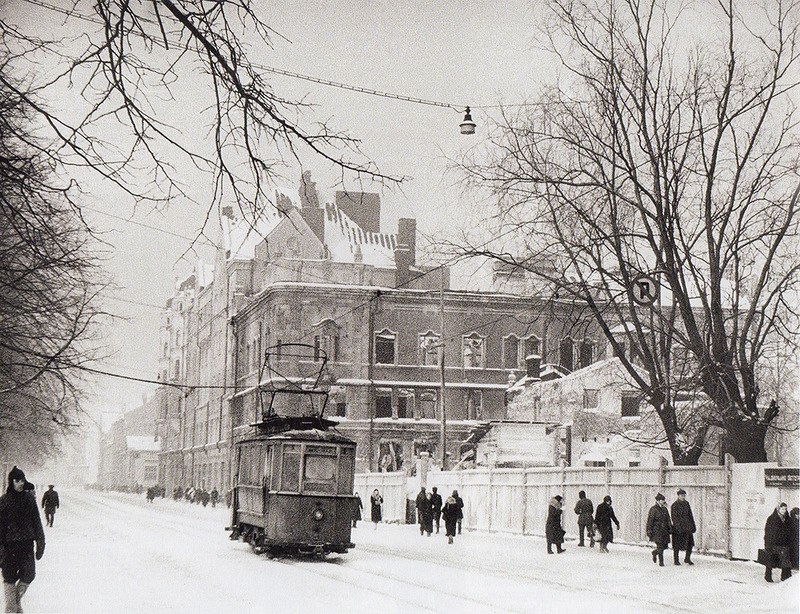
Spårvagn,1941
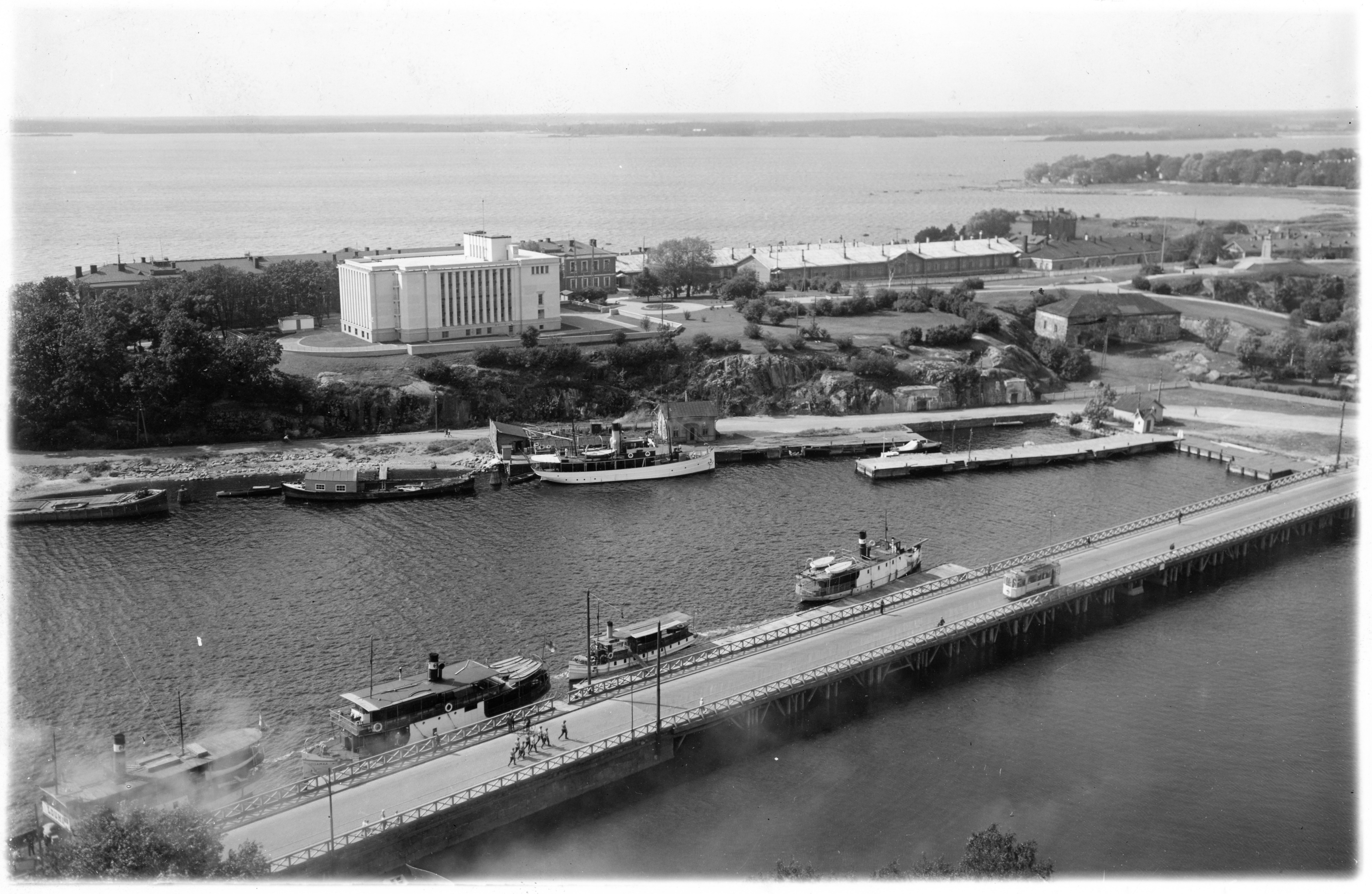
Spårvagn framför Petrovskyparken i Anninskiebefästningarna, med tidigare Viborgs regionarkiv, 1934
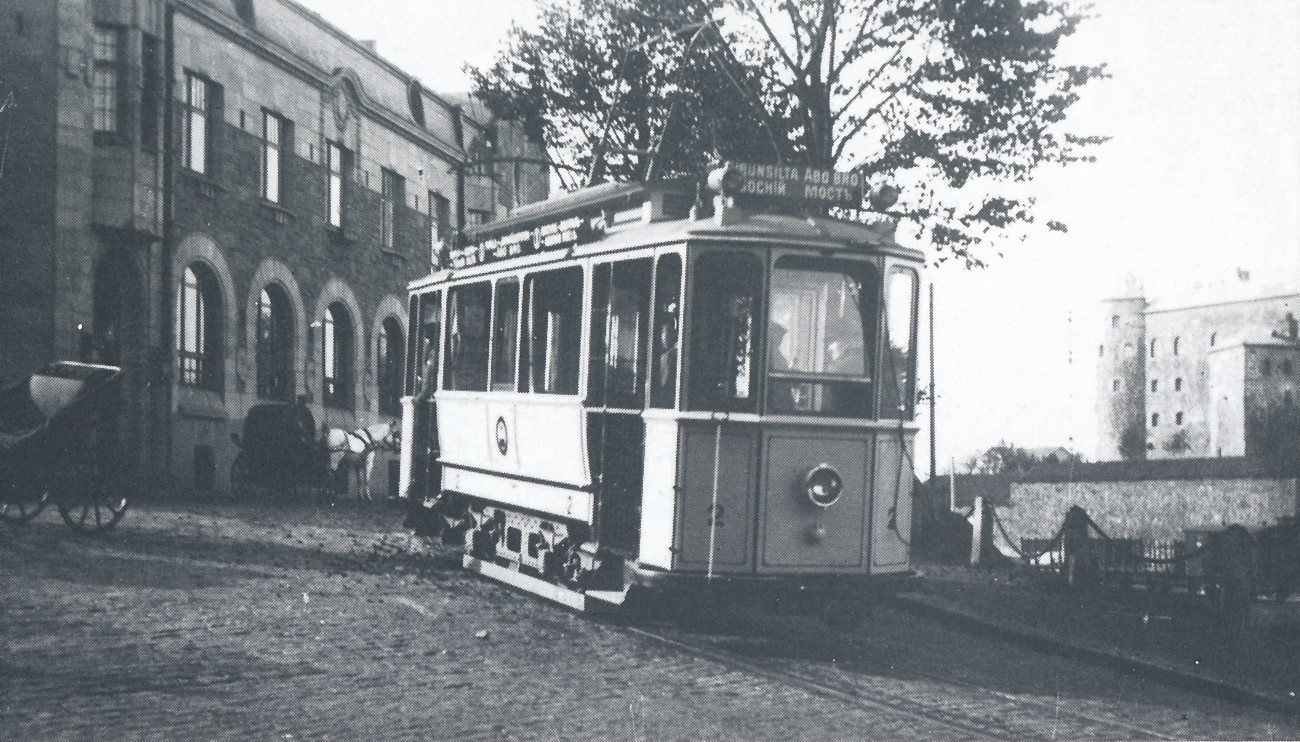
Spårvagn på Norra Vallgatan, 1912